# 종자도총

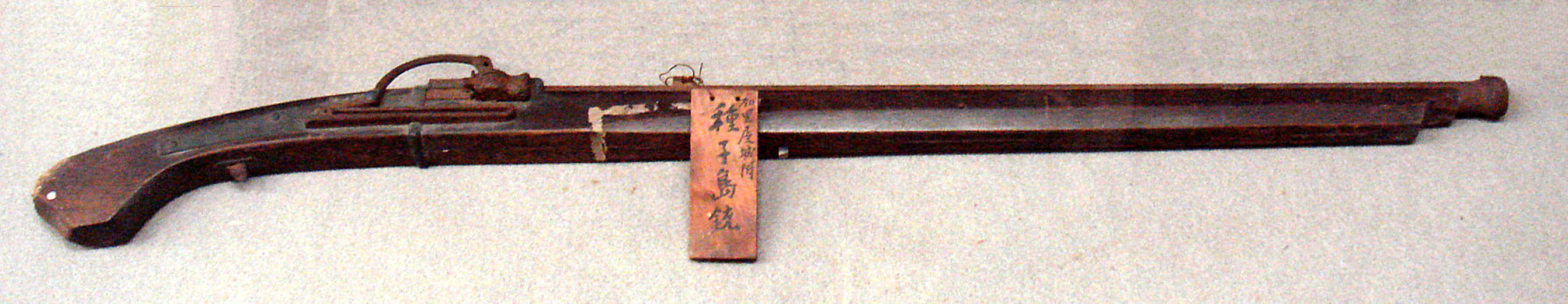

종자도총(種子島銃, 일본어: 種子島鉄砲 다네가시마 뎃포[*], 포르투갈어: Tanegashima arcabuz, 영어: Tanegashima matchlock) 또는 줄여서 철포(일본어: 鉄砲  뎃포[*])는 1543년에 포르투갈인들이 사쓰마번 다네가섬을 통해 처음 전래한 화승총이며, 조선에서는 흔히 조총이라 불렸다. 종자도총은 사무라이나 아시가루들이 사용했으며, 이 총의 사용은 일본의 전쟁 교리를 완전히 바꿔 버렸다.

## 종자도총의 역사
종자도총은 인도의 고아 주에서 만들어진 아르카부스 화승총이 그 원형인 것으로 보인다. ‘종자도총’이라는 이름은 1543년에 총을 전래해준 포르투갈인 선원들이 탄 정크가 표류한 일본의 섬, 다네가섬에서 유래한 것이다. 이 섬의 영주 다네가시마 도키타카(種子島時尭, 1528년 ~ 1579년)은 포르투갈인들에게 두 정의 화승총을 선물받고 도검 제작자들에게 명해 그 화기 작동 방식과 총신을 복제하도록 했다. 도검 제작자는 총의 거의 모든 부품들을 문제없이 만들었으나 “총신에 나선형 구멍을 뚫어 나사를 고정시키는” 기술이 아직 일본에 없었기 때문에 완성하지는 못했다. 배를 수리하고 섬을 떠났던 포르투갈인들이 바로 다음 해에 포르투갈인 대장장이를 데리고 와서 이 문제는 해결되었다. 총이 전래된 지 10년 만에 3천 정 이상의 종자도총이 생산되었다고 보고되고 있다.

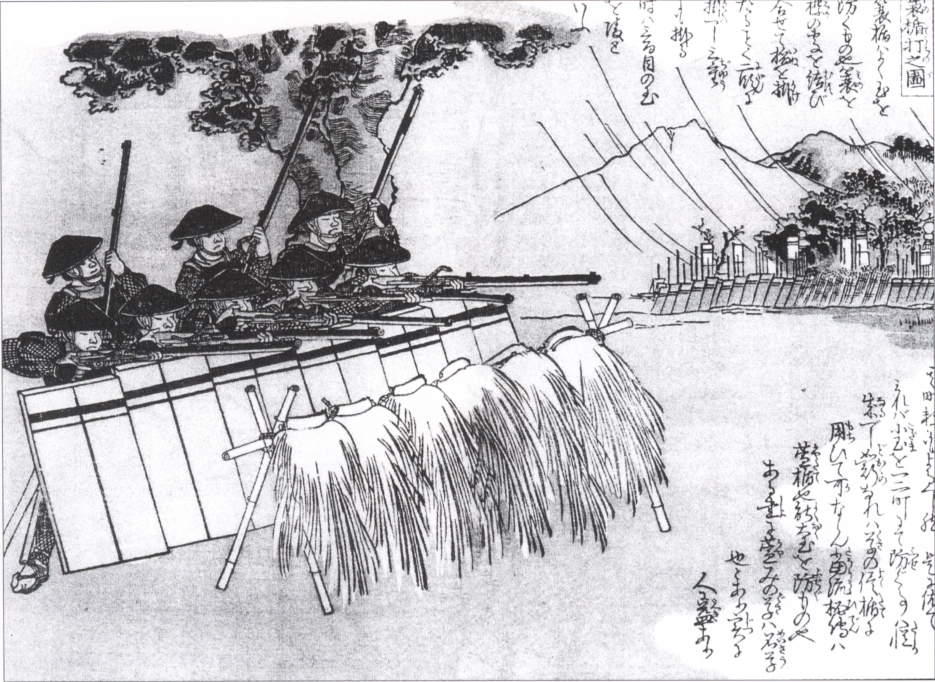
다테(楯) 뒤에 숨어 종자도총을 사용하는 아시가루들.

센고쿠 시대(1467년 ~ 1603년) 내내 일본은 전국적 내전에 휩싸여 있었고, 봉건 영주들은 그 주도권을 두고 다투었다. 화승총은 이런 시기 도중에 도입되었고, 이 총은 전장에 등장한 이래 이 전쟁의 시대가 끝날 때까지 널리 사용되며 중요한 위치를 차지했다. 1549년, 오다 노부나가는 자신의 군대를 무장시키기 위해 500정의 종자도총을 주문한다. 이때까지는 화기의 이점이 아직까지 널리 받아들여지지 않았을 때였다. 화기는 아직 원시적 단계였으며, 전통적 무기들에 비해 다루기도 어려웠다. 한 추정에 따르면, 16세기 일본에서는 사수가 한 번 총알을 장전하고, 조준하고, 발사할 시간에 궁수가 15대의 화살을 쏠 수 있었다고 한다. 유효 사거리도 80 ~ 100 미터에 불과했으며, 갑옷에 맞은 총알이 도로 되튕기는 일도 있었다. 습기차거나 비가 오는 날씨에서는 화약이 눅눅해져 화승이 무용지물이 되었다. 그런데 총에 한가지 장점이 있었으니, 사무라이가 아닌 하급 무사들이나 농부 출신의 징집병들에게 효과적으로 장비시킬 수 있다는 것이었다.
일본인들은 곧 종자도총을 최대한 활용할 수 있는 각종 테크닉을 개발하기 시작했다. 우선 발사 속도가 느린 화승총의 약점을 보완하기 위해 연속 사격술을 개발해 빗발치듯 탄환을 쏟아부었다. 또한 구경이 더 큰 총을 개발해 살상력을 높였다. 비가 올 때도 총을 쏠 수 있도록 칠기로 보호 상자를 만들었으며, 끈으로 각도를 고정시켜 밤에도 정밀하게 사격할 수 있는 체계도 갖추었다.

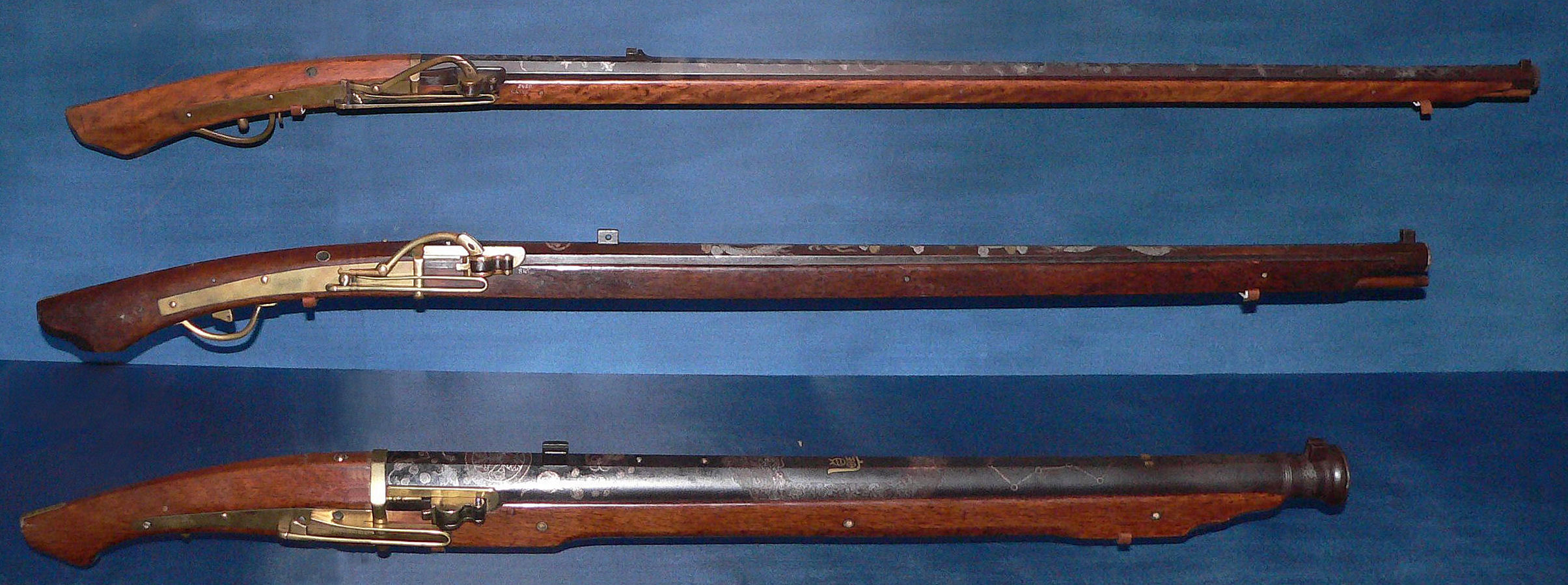
고풍스러운 종자도총들.

1563년, 이즈모국의 아마고 가문이 적군인 킷카와 가문의 33명에게 종자도총을 이용해 부상을 입혀 승리를 거두었다. 1567년, 다케다 신겐이 “이제부터 총포가 가장 중요한 무기가 될 것이다. 그러므로 부대당 창병의 수를 줄이고 가장 우수한 병사들에게 총을 들게 하라”는 말까지 하게 되었다. 오다 노부나가는 1570년의 아네가와 강 전투에서 종자도총을 사용해 승리했다. 그리고 5년 뒤인 1575년, 나가시노 전투에서 강력한 다케다 가문에 맞선 오다는, 강안을 따라 건설한 흉장(胸牆)을 이용한 방어 전술과 3,000 명의 소총수를 앞세운 일제사격 전술로 다케다군의 막강한 기병대를 무력화시켰다. 당대 최강이라 불렸던 다케다 가문의 몰락은 일본의 전술 교리를 완전히 변화시켰다.
도요토미 정권은 임진왜란(1592년)을 일으켜 종자도총을 사용하였다. 일본 전체 침략군의 4분의 1인 160,000명 가량이 조총수였다. 다수의 조총수의 공세에 힘입어 일본군은 조선에 상륙, 부산성과 동래성을 점령하고 불과 18일 만에 서울을 점령할 수 있었다.

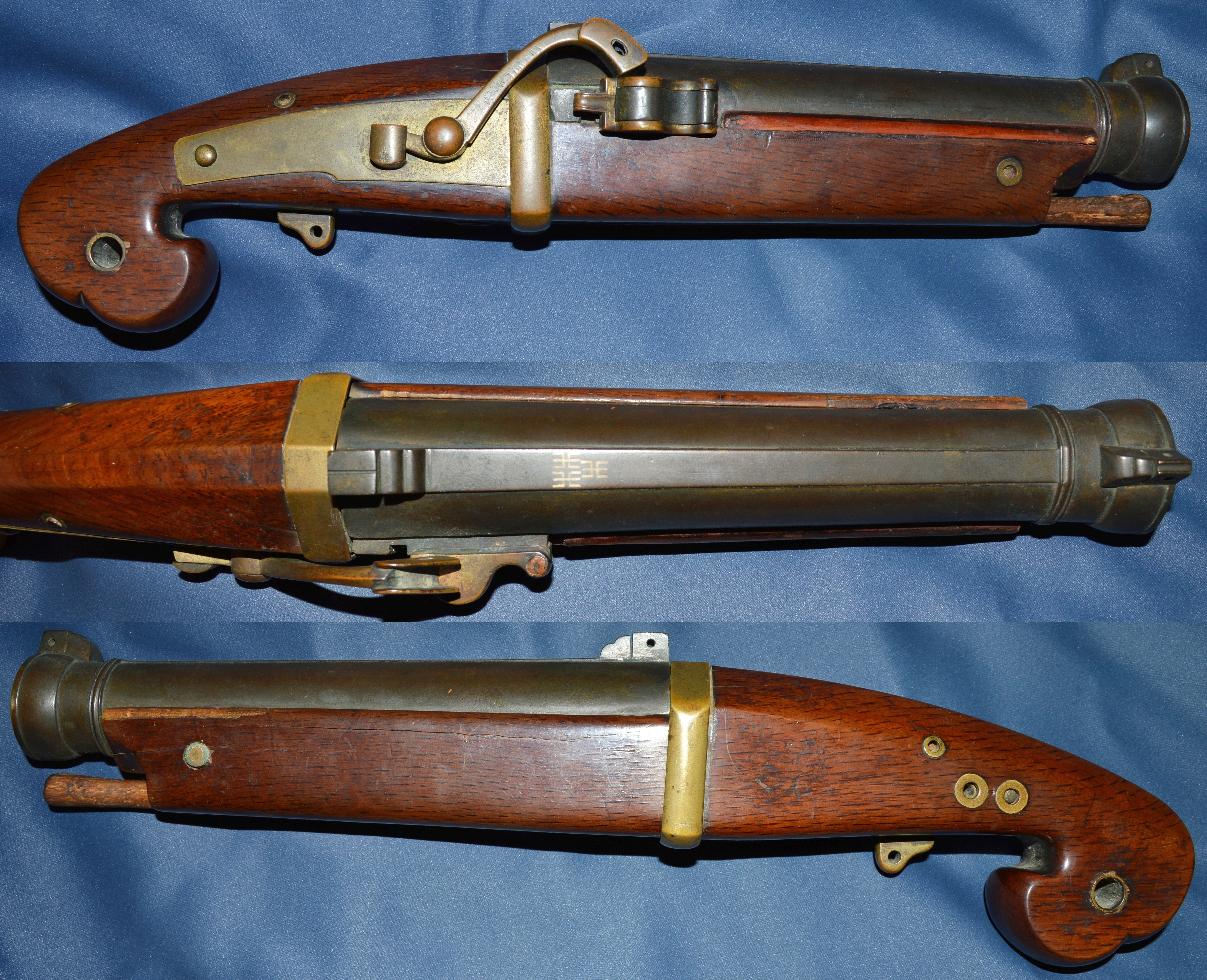
근세 일본의 화승식 권총.

태합 히데요시 사후 내란 상태(세키가하라 전투)를 겪었고 도쿠가와 이에야스에 의해 종식되었다. 이에야스는 에도 막부를 열었으며, 일본은 이후 250년간 평화 상태를 유지하게 된다. 이 시기를 에도 시대(1603년 ~ 1868년)라고 부른다. 17세기부터 일본은 쇄국 정책을 고수하며 서방세계와의 소통을 스스로 단절시켰다. 일반적인 통설과 달리, 쇄국은 일본의 ‘총의 포기’로 이어지지 않았다. 그보다는, 에도 시대에는 총이 사용되어야만 할 대규모 무력 충돌이 존재하지 않았기에 총기의 사용이 줄었다고 해석하는 것이 바람직하다. 에도 시대의 자그마한 무력 충돌에서는 일본도가 더 효과적인 무기로 간주되었다. 또한 고립 정책이 일본의 총기 생산을 감소시키지도 않았다는 것도 명심해야 한다. 그 반대로, 에도 시대 말기까지 일본에 200명 이상의 총기 제작자가 존재했다는 증거가 존재한다. 하지만 총기의 사회적 위치가 변한 것은 사실이다. 역사학자 데이비드 L. 하월의 주장에 따르면, 이때 일본의 총기는 무기라기보다 농지에서 동물들을 위협하는 농기구처럼 되어 버렸다. 200년 이상 외침이 없자 종자도총은 사무라이들의 사냥이나 사격 연습에 사용되었으며, 대다수는 다이묘들의 무기창고에 처박히게 되었다.

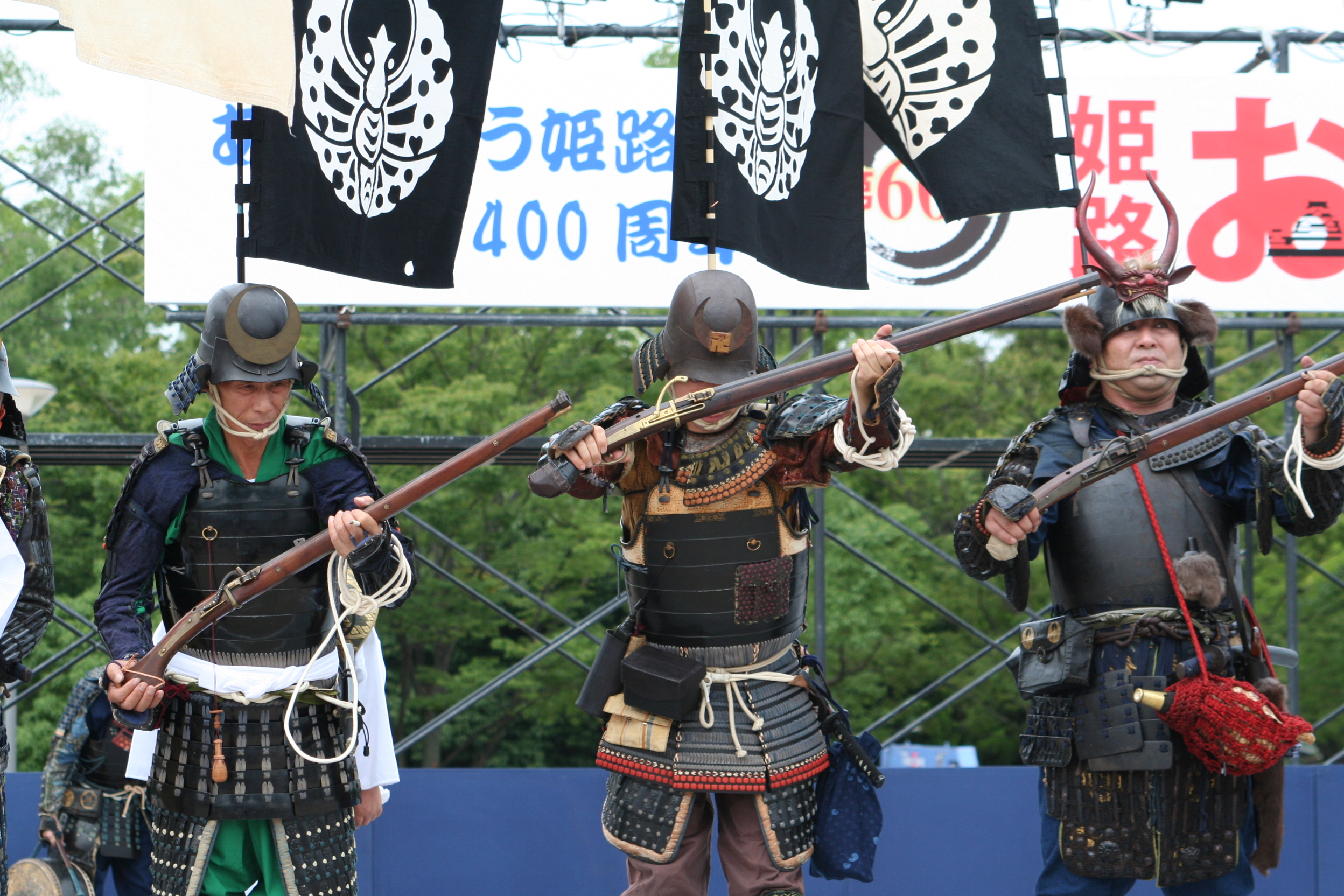
종자도총을 들고 리인액트를 하는 현대 일본인.

1854년에 페리 제독이 일본에 도착한 사건은 일본의 재무장 시대를 열었다. 1800년대가 되자 종자도총은 이미 시대에 뒤떨어진 무기가 되어 있었고, 수많은 사무라이 파벌들은 미니에 소총, 후장식 소총, 연발 소총 등의 신식 무기를 찾았다. 1868년의 메이지 유신으로 사무라이 시대는 종말을 맞았고 일본은 근대식 무기와 군복으로 무장한 징병제 군대를 갖추게 되었다. 1877년의 세이난 전쟁은 종자도총을 포함한 일본의 전통적 무기들로 무장한 사무라이 계급의 마지막 발악이었다. 메이지 정권이 새로이 일본 제국 육군을 설립함으로써 최후의 사무라이들과 근대화에 반대한 그들의 반동은 마침내 종지부를 찍었다.

## 종자도총의 각 부위
| - 히키가네(일본어: 引鉄 인철[*] - 방아쇠 - 가라쿠리(일본어: 機関 기관[*]) - 발사 장치 - 요징가네(일본어: 用心金 용심금[*]) - 방아쇠울 - 뵤우(일본어: 鋲) - 리벳 - 하지키가네(일본어: 弾き金 탄금[*]) - 용수철 - 아마오오이(일본어: 雨覆い) - 총열 보호 덮개 | - 히부타(일본어: 火蓋 화개[*]) - 화문개(화문의 덮개) - 히자라(일본어: 火皿 화명[*]) - 화문(화승총에서, 점화약을 넣는 부분) - 다이(일본어: 台 대[*]) - 개머리판 - 쓰쓰(일본어: 筒 통[*]) - 총열 - 가루카(일본어: 朔杖 삭장[*]) - 꽂을대 - 슈구치(일본어: 銃口 총구[*]) - 총구 |

## 임진왜란 당시
임진왜란에서 일본군이 조선을 침략할 때 사용했으나, 이순신이 지휘하는 함대와 맞닥뜨려 사용했다가 좋은 성과를 내지 못했다. 이는 당시 육지에서 백병전에서 유리하지만, 바다에서는 활과 화살과 다를 게 없어 패배한 것이다.

## 어원
일본에서는 화승총을 흔히 철포(일본 발음으로 뎃포)라고 부르는데 주로 철포 없이 전쟁에 나간다는 뜻의 무데뽀(無鐵砲, 무철포)라는 말이 이때 생겨났다.

## 성능
초창기에 처음 받아들인 화승총은 매우 조잡해서 전투용으로 사용하기에는 무리가 따랐다. 이에 일본은 화승총을 계속해서 발전시켜 곧 화력과 연사력을 대폭 향상시켰고, 1560년대에는 교차사격 전술을 도입하면서 연사력의 문제점을 보완하기에 이르렀다고 한다.

## 문제점
장전시간이 너무 길고, 비거리가 짧아서 여러명이 같이 번갈아 쏘아야하는 불편함이 있다.
화약이 총 안에 내장되어있어 폭발의 위험도 있다. 내구성이 부족하여 파손의 우려도 컸고, 실제로 파손이 다발했다.

## 같이 보기
- 다네가시마 도키타카
- 화승총
- 조총
- 아시가루
- 프란치스코 하비에르

## 참고 자료
- Tanegashima: the arrival of Europe in Japan, Olof G. Lidin, Nordic Institute of Asian Studies, NIAS Press, 2002
- The bewitched gun: the introduction of the firearm in the Far East by the Portuguese, by Rainer Daehnhardt 1994 ISBN 978-972-47-0373-2
- The Japanese matchlock (in English), color printing, 60 pages, Shigeo Sugawa 보관됨 2012-03-09 - 웨이백 머신
- Giving up the gun: Japan's reversion to the sword, 1543-1879, Noel Perrin, David R. Godine Publisher, 1979